# Cladosporium epiphyllum
Cladosporium epiphyllum är en svampart som först beskrevs av Christiaan Hendrik Persoon, och fick sitt nu gällande namn av Christian Gottfried Daniel Nees von Esenbeck 1816. Cladosporium epiphyllum ingår i släktet Cladosporium och familjen Davidiellaceae.   Inga underarter finns listade i Catalogue of Life.